# São Paulo FC
São Paulo Futebol Clube este un club de fotbal din São Paulo, Brazilia.

## Lotul actual
La 10 februarie 2025
| Nr. |            | Poziție | Jucător                                    |
| --- | ---------- | ------- | ------------------------------------------ |
| 2   | Brazilia   | F       | Igor Vinícius                              |
| 5   | Ecuador    | F       | Robert Arboleda                            |
| 6   | Portugalia | F       | Cédric Soares                              |
| 7   | Brazilia   | A       | Lucas Moura (vice-căpitan)                 |
| 8   | Brazilia   | M       | Oscar                                      |
| 9   | Argentina  | A       | Jonathan Calleri (căpitan)                 |
| 10  | Brazilia   | A       | Luciano                                    |
| 11  | Brazilia   | A       | Ferreira                                   |
| 12  | Brazilia   | P       | Leandro                                    |
| 13  | Argentina  | F       | Enzo Díaz (împrumutat de la River Plate)   |
| 15  | Brazilia   | M       | Rodriguinho                                |
| 16  | Brazilia   | M       | Luiz Gustavo                               |
| 17  | Brazilia   | A       | André Silva                                |
| 18  | Brazilia   | F       | Wendell                                    |
| 20  | Brazilia   | M       | Marcos Antônio (împrumutat de la Lazio)    |
| 21  | Paraguay   | M       | Damián Bobadilla                           |
| 22  | Brazilia   | F       | Ruan Tressoldi (împrumutat de la Sassuolo) |

| Nr. |           | Poziție | Jucător          |
| --- | --------- | ------- | ---------------- |
| 23  | Brazilia  | P       | Rafael           |
| 25  | Brazilia  | M       | Alisson          |
| 27  | Brazilia  | M       | Wellington Rato  |
| 28  | Argentina | F       | Alan Franco      |
| 29  | Brazilia  | M       | Pablo Maia       |
| 32  | Venezuela | F       | Nahuel Ferraresi |
| 33  | Brazilia  | A       | Erick            |
| 34  | Brazilia  | F       | Igão             |
| 35  | Brazilia  | F       | Sabino           |
| 36  | Brazilia  | F       | Patryck Lanza    |
| 37  | Brazilia  | A       | Henrique Carmo   |
| 47  | Brazilia  | M       | Matheus Alves    |
| 48  | Brazilia  | M       | Lucas Ferreira   |
| 49  | Brazilia  | A       | Ryan Francisco   |
| 50  | Brazilia  | P       | Young            |
| 93  | Brazilia  | P       | Jandrei          |

## Palmares
Internațional
- FIFA Club World Cup (1): 2005
- Cupa Intercontinentală (2): 1992, 1993
- Copa Libertadores (3): 1992, 1993, 2005
- Copa Sudamericana (1): 2012
- Copa CONMEBOL (1): 1994
- Recopa Sudamericana (2): 1993, 1994
- Supercopa Libertadores (1): 1993
- Copa Masters CONMEBOL (1): 1996

Național
- Campeonato Brasileiro Série A (6): 1977, 1986, 1991, 2006, 2007, 2008
- Torneio Rio-São Paulo (1): 2001
- Campeonato Paulista (21): 1931, 1943, 1945, 1946, 1948, 1949, 1953, 1957, 1970, 1971, 1975, 1980, 1981, 1985, 1987, 1989, 1991, 1992, 1998, 2000, 2005
- Supercampeonato Paulista (1): 2002